# Revolution Renaissance
Revolution Renaissance – wielonarodowy zespół heavymetalowy założony przez gitarzystę Timo Tolkkiego po rozpadzie zespołu Stratovarius w 2008 roku. |Tolkki, założyciel Stratovariusa postanowił rozwiązać zespół z powodu problemów z wokalistą Timo Kotipelto i perkusistą Jörgiem Michaelem. Założył Revolution Renaissance, aby odtworzyć ducha albumu Visions Stratovariusa. W nagraniu albumu New Era wzięli udział następujący muzycy: wokaliści Michael Kiske (Helloween, Ill Prophecy, Place Vendome, Supared), Tobias Sammet (Edguy, Avantasia) i Pasi Rantanen (Thunderstone), basista Pasi Heikkilä (45 Degree Women), klawiszowiec Joonas Puolakka oraz perkusista Mirka Rantanen (Thunderstone). 24 lipca 2011 Timo Tolkki ogłosił rozwiązanie zespołu.

## Albumy
- New Era (2008)
  1. Heroes (Sammet)
  2. I Did It My Way (Kiske)
  3. We Are Magic (Rantanen)
  4. Angel (Kiske)
  5. Eden Is Burning (Rantanen)
  6. Glorious and Divine (Sammet)
  7. Born Upon the Cross (Rantanen)
  8. Keep the Flame Alive (Kiske)
  9. Last Night on Earth ([Kiske)
  10. Revolution Renaissance (Kiske)

W nawiasach podano nazwiska wokalistów.
- Age of Aquarius (2009)
  1. Age of Aquarius
  2. Sins of My Beloved
  3. Ixion’s Wheel
  4. Behind The Mas
  5. Ghost of The Fallen Grace
  6. Heart of All
  7. So She Wears Black
  8. Kyrie Eleison
  9. Into The Future
  10. So She Wears Black (Guitar Mix) [Japoński Bonus Track]

- Trinity (2010)
  1. Marching With the Fools
  2. Falling to Rise
  3. A Lot Like Me
  4. The World Doesn’t Get To Me
  5. Crossing the Rubicon
  6. Just Let It Rain
  7. Dreamchild
  8. Trinity
  9. Frozen Winter Heart